# 1747 en France
Chronologie de la France
- 1743
- 1744
- 1745
- 1746
- 1747
- 1748
- 1749
- 1750
- 1751

Cette page concerne l’année 1747 du calendrier grégorien.

## Événements
- 7 janvier : un arrêt du Parlement de Paris ordonne la suppression d’un mandement de l’évêque d’Amiens La Motte qui a interdit à ses curés de donner les sacrements à tous ceux qui ne se sont pas soumis à la constitution Unigenitus. Le 17 février, le Parlement dans un nouvel arrêté rappelle sa doctrine relative à la bulle, mais le roi mécontent mande à Versailles une députation du Parlement pour le 22 février. Peu après un arrêt du Conseil casse l’arrêté du 17 février et réaffirme le caractère intangible de la constitution Unigenitus[1]. Début de l’affaire des refus de sacrements ou des « billets de confessions », dans le diocèse d’Amiens puis l’archevêché de Paris (1752). Dirigée contre les jansénistes, elle soulève la question du droit aux sacrements, tenu pour inaliénable et sacré.
- 10 janvier : disgrâce du marquis d’Argenson, secrétaire d’État aux affaires étrangères, accusé notamment d’hispanophobie. Il est remplacé par le marquis de Puysieulx[2]. La ligne « dure » du régime demeure en vigueur avec le comte d’Argenson, frère du marquis, resté ministre.

- 2 février : victoire française de Belle-Isle sur l'Autriche qui fait lever le siège d'Antibes[3] ; les Austro-piémontais et les Anglais repassent le Var[4].
- 9 février : mariage du dauphin avec Marie-Josèphe de Saxe[5].
- 14 février : fondation de l’École des Ponts et Chaussées à Paris par Trudaine et Perronet. Renaissance d’un réseau routier cohérent en France[6].

- 12 mars : l’assemblée du clergé réunie à Versailles accorde au roi un « don gratuit » de 11 millions de livres[7].

- 17 avril : le gouvernement français, qui pense détenir la supériorité stratégique aux Pays-Bas, rompt les conférences de paix tenues à Bréda et déclare la guerre aux États généraux des Provinces-Unies[8].
- Avril : émeutes frumentaires à Toulouse[9].

- 14 mai : victoire navale britannique sur la France au Cap Finisterre[10].

- 1er juillet : prise de Vintimille par les Français[2].
- 2 juillet : victoire française à la Bataille de Lauffeld face aux Britanniques[2].
- Juillet : émission de 12 millions de rentes viagères à 10 %[11].

- 1er septembre : débarquement des forces du colonel de Choiseul-Beaupré à Bastia[12]. Seconde intervention française en Corse.
- 16 septembre : prise de Berg-op-Zoom par les Français de Lowendal, qui est promu maréchal de France[2].
- 18 septembre : édit augmentant la capitation de deux sols par livre[11].
- Septembre : application du droit de quatre sols pour livre aux droits sur les ports, quais et marchés de Paris[13].

- 2 octobre : un arrêt du Conseil établit une nouvelle loterie royale[14].
- 25 octobre : seconde victoire navale britannique sur la France au cap Finisterre[10].

- 16 novembre : Machault d’Arnouville devient grand trésorier des ordres du roi de France[15]. Il finance la fin du conflit à coup d’emprunts. Son arrivée au pouvoir coïncide avec la maturité de la nouvelle tendance « dure » du pouvoir, où l’élément catholique domine (1740-1757).
- 23 décembre : naufrage en baie de Morlaix du bateau « Alcide », corsaire à Saint-Malo[16].

- Fortes hausses des prix du blé à la suite de récoltes médiocres (1746-1747). Crise de mortalité consécutive, particulièrement dans l’Est et le Midi[9].